# Ysby
Ysby är en tätort  i Laholms kommun och kyrkbyn i Ysby socken i Hallands län.

## Ortnamnet
Namnet uppträder i formen Øsby år 1393. Det syftar på "östra byn", namngivet västerifrån.[källa behövs]

## Befolkningsutveckling
| Befolkningsutvecklingen i Ysby 1990–2020 | Befolkningsutvecklingen i Ysby 1990–2020 | Befolkningsutvecklingen i Ysby 1990–2020 | Befolkningsutvecklingen i Ysby 1990–2020 | Befolkningsutvecklingen i Ysby 1990–2020 |
| ---------------------------------------- | ---------------------------------------- | ---------------------------------------- | ---------------------------------------- | ---------------------------------------- |
|                                          |                                          |                                          |                                          |                                          |
| År                                       |                                          |                                          | Folkmängd                                | Areal (ha)                               |
| 1990                                     | 1990                                     |                                          | 262                                      | 35                                       |
| 1995                                     | 1995                                     |                                          | 261                                      | 36                                       |
| 2000                                     | 2000                                     |                                          | 247                                      | 36                                       |
| 2005                                     | 2005                                     |                                          | 246                                      | 36                                       |
| 2010                                     | 2010                                     |                                          | 260                                      | 36                                       |
| 2015                                     | 2015                                     |                                          | 245                                      | 49                                       |
| 2020                                     | 2020                                     |                                          | 267                                      | 49                                       |
| Anm.: Ny tätort 1990                     |                                          |                                          |                                          |                                          |

## Samhället
I byn ligger Ysby kyrka, en skola för klass 1–3 och två förskolor.